# 短柱对叶兰
短柱对叶兰（学名：Neottia mucronata）为兰科鸟巢兰属下的一个种。